# 아메리칸 농구 리그 (2013년)
아메리칸 농구 리그(American Basketball League, ABL)는 미국의 프로 농구 연맹의 마이너 리그(세미프로리그)이다.

## 현재 팀
| 구단명               | 연고지                  | 가맹   |
| -------------------- | ----------------------- | ------ |
| 포트로더데일 샤크스  | 플로리다주 포트로더데일 | 2013년 |
| 올랜도 라이트닝      | 플로리다주 올랜도       | 2014년 |
| 올랜도 훼일러즈      | 플로리다주 올랜도       | 2015년 |
| 폼파노 비치 피라냐스 | 플로리다주 폼파노 비치  | 2013년 |

## 사라진 팀
- 코퍼스 크리스티 클러치
- 데이비 스타즈
- 에메랄드 코스트 나이츠
- 하트랜드 이글스
- 론 스타 로
- 팜비치 허리케인
- 파나마시티 브리즈
- 폼파노 비치 코브라스
- 사우스 텍사스 레벌루션
- 슈거랜드 레전즈 (2014년 ABA로 이동)
- 텍사스 서지
- 트윈 시티 유나이티드

## 역대 챔피언십
| 연도   | 우승 팀             | 스코어    | 준우승 팀       |           |
| ------ | ------------------- | --------- | --------------- | --------- |
| 2013년 | 미개최됨.           | 미개최됨. | 미개최됨.       | 미개최됨. |
| 2014년 | 포트로더데일 샤크스 | 90 - 84   | 올랜도 라이트닝 |           |
| 2015년 | 올랜도 라이트닝     | 113 - 63  | 올랜도 훼일러즈 |           |